# Sprengelia
Sprengelia, biljni rod iz porodice vrjesovki smješten u tribus Cosmelieae, dio potporodice Epacridoideae. Rod je raširen po istočnim predjelima  Australija, Tasmaniji i Južnom otoku Novog Zelanda
To su grmovi sa 7 priznatih vrsta.

## Vrste
1. Sprengelia distichophylla (Rodway) W.M.Curtis
2. Sprengelia incarnata Sm.
3. Sprengelia minima Crowden
4. Sprengelia montana R.Br.
5. Sprengelia monticola (A.Cunn. ex DC.) Druce
6. Sprengelia propinqua A.Cunn. ex DC.
7. Sprengelia sprengelioides (R.Br.) Druce

## Sinonimi
- Poiretia Cav.
- Ponceletia R.Br.